# Bündnis Aktiver Fußballfans
Das Bündnis Aktiver Fußballfans (BAFF) ist ein 1993 gegründeter Zusammenschluss einzelner Fans, Fan-Initiativen, Magazinen und Fanclubs. Ursprünglich als Bündnis antifaschistischer Fanclubs und Faninitiativen begründet, ist BAFF Mitglied im Netzwerk Football Against Racism in Europe (FARE) und engagiert sich entsprechend gegen Rassismus und Diskriminierung im Fußball und den Fanszenen. Die Umbenennung des BAFF erfolgte 1998.

## Aktivitäten
Das BAFF ist neben ProFans und Unsere Kurve eines der zentralen und bundesweiten Bündnisse von Fans in der Bundesrepublik Deutschland und in zahlreiche Gremien eingebunden. Neben der kritischen Begleitung von Fußball-Events, insbesondere der Fußball-Weltmeisterschaft 2006, beteiligen sich Vertreter an der AG Fandialog des DFB und der DFL. Jenseits verbandlicher Institutionen ist das BAFF maßgeblich an der Organisation von Fan-Demonstrationen beteiligt und unterstützt Kampagnen, wie die Initiative Fußballfans gegen Homophobie oder Emotionen respektieren – Pyrotechnik legalisieren. Darüber hinaus übt das Bündnis regelmäßig Kritik an als überhöht wahrgenommener Problematisierung von Gewalt beim Fußball und der  Zentralen Informationsstelle Sporteinsätze, welche unter anderem die Datei "Gewalttäter Sport" verwaltet. Entsprechend steht es für Fanrechte ein und bezieht Position gegen die fortschreitende Kommerzialisierung des Fußballs.

## Tatort Stadion
Die Ausstellung Tatort Stadion wird seit 2001 von BAFF organisiert und wird bereits in einer zweiten überarbeiteten Version gezeigt. Dabei handelt es sich um eine Wanderausstellung, die im Wesentlichen Rassismus, Antisemitismus und  faschistische Tendenzen im Fußball und den Fankurven thematisiert. Sie stand unter Schirmherrschaft des ehemaligen Bundestagspräsidenten Wolfgang Thierse und des ehemaligen Fußballspielers und jetzigen Funktionärs Michael Preetz. In der überarbeiteten Ausstellung werden außerdem auch andere Formen von Diskriminierung, wie Heterosexismus und Antiziganismus, gezeigt. Die Ausstellung soll laut BAFF in mehr als 200 Orten gezeigt worden sein und wurde durch Mittel der  Europäischen Union und FARE finanziert.

## Publikationen
Als Teil der kritischen Fanbewegung haben das Bündnis Aktiver Fußballfans und in ihm aktive Wissenschaftler und Fans immer wieder eigene Bücher veröffentlicht.
- 2002 Gerd Dembowski, Jürgen Scheidle, Gunter A. Pilz, Michael Preetz: Tatort Stadion. Köln: PapyRossa-Verlag.
- 2003 Bündnis Aktiver Fußballfans: Ballbesitz ist Diebstahl – Fußballfans zwischen Kultur und Kommerz. Göttingen: Verlag Die Werkstatt.
- 2004 Bündnis Aktiver Fußballfans: Die 100 "schönsten" Schikanen gegen Fußballfans – Repression und Willkür rund ums Stadion. Frankfurt am Main: Trotzdem-Verlag.